# Björskogs församling
Björskogs församling var en församling i Västerås stift och i Kungsörs kommun i Västmanlands län. Församlingen uppgick 2006 i Kungsörs församling.

## Administrativ historik
Församlingen har medeltida ursprung och utgjorde till 1 maj 1922 ett eget pastorat för att därefter till 1962 vara moderförsamling i pastoratet Björskog och Kungs-Barkarö. Från 1962 till 2006 annexförsamling i pastoratet Kung Karl, Torpa, Björskog och Kungs-Barkarö. Församlingen uppgick 2006 i Kungsörs församling.

## Organister
Lista över organister i Björskogs församling.
| Ämbetstid | Namn                         | Levnadstid | Övrigt                 |
| --------- | ---------------------------- | ---------- | ---------------------- |
| 1671-1676 | Michael Hartenbeck den yngre |            |                        |
|           | Andreas Bengtsson            | -1682      |                        |
|           | Jacob Jonsson Holm           | -1718      |                        |
| 1724-1730 | Petter Holm                  | 1702-1754  |                        |
| 1733-1760 | Daniel Lemming               | 1707-1760  |                        |
| 1760-1811 | Pehr Ahlroth                 | 1741-1811  |                        |
| 1813-1847 | Per Silén                    | 1783-1848  |                        |
| 1847-1866 | Fredrik Frendelius           | 1809-1866  |                        |
| 1867-1908 | Nils Petter Kjellander       | 1836-1908  | Även klockare.         |
| 1908-1935 | Carl-Erik Björk              | 1870-1935  |                        |
| 1935-1948 | Ivar Håkansson               | 1902-      |                        |
| 1949-1950 | Karin Gundberg               | 1908-      | Vikarierande organist. |
| 1950-1953 | Tord Sandgren                | 1910-      |                        |
| 1954-     | Ruben Ingvar Gabriel Wersell | 1912-      |                        |

## Kyrkor
- Björskogs kyrka